# Maguy Marin
Maguy Marin (* 2. Juni 1951 in Toulouse) ist eine französische Tänzerin und Choreografin und einer der bedeutendsten Repräsentanten des modernen Tanztheaters der Gegenwart.

## Leben
Maguy Marin wurde als jüngstes von vier Kindern spanischer Eltern geboren, die nach dem spanischen Bürgerkrieg nach Frankreich geflüchtet waren. Am Toulouser Konservatorium studierte sie klassisches Ballett, danach ging sie nach Paris und führte ihre Studien bei Nina Wyrubowa fort. Ihr erstes Engagement als Tänzerin hatte sie im Ensemble des Théâtre national de Strasbourg.
Der Wunsch nach experimentelleren Tanzformen und einem breiteren Technikrepertoire führte sie nach Brüssel zu Maurice Béjart und seiner gerade gegründeten École Mudra. Dort lernte sie, ihre Möglichkeiten als Tänzerin zu erforschen und zu gestalten. Mit anderen Mudra-Schülern gründete sie die Tanzgruppe Chandra, die sich 1974 wieder auflöste. Drei Jahre tanzte sie daraufhin in Béjarts Ballet du XXe siècle. Zu dieser Zeit begann sie selbst zu choreographieren. Ab 1978 arbeitete sie in Brüssel mit Daniel Ambash zusammen und schuf ihre eigenen Produktionen, die Marins starke Affinität zum Tanztheater aufzeigten.
Nach Frankreich zurückgekehrt, erarbeitete sie ab Anfang der 1980er Jahre zusammen mit anderen Tänzern, aus denen 1981 die von Marin geleitete Kompanie hervorging, weitere Choreografien am Kunst- und Kulturzentrum von Créteil, wo sie 1985 das erste Ensemble des neugegründeten „Nationalen Zentrums für Choreografie“ stellten.
1998 wechselte die Kompanie ans Nationale Zentrum für Choreografie in Rillieux-la-Pape, Nach dreizehn Jahren an dieser Wirkstätte kehrte Marin 2012 nach Toulouse zurück. Dort fand sie allerdings ein ihr unzureichendes Arbeitsumfeld vor und erachtete die Bedingungen nach drei Jahren immer noch als zu schlecht an, um sich mit ihrem Ensemble dort dauerhaft niederzulassen. Daraufhin bezog sie 2015 in ihrem Kunstzentrum RAMDAM in Sainte-Foy-lès-Lyon einen Spielort, der seitdem Heimstätte für Marins Arbeit ist.
Marin sucht regelmäßig die Kollaboration mit anderen Kreativen, Regisseuren, Musikern und bildenden Künstlern. Mit ihrer Kompanie und ihren Produktionen tritt die vielfach ausgezeichnete Choreografin weltweit auf. 2016 wurde sie anlässlich der Tanzbiennale in Venedig für ihr Lebenswerk mit dem Goldenen Löwen geehrt.

## Werke (Auswahl)
- Yu Ku Ri (1976)
- Nieblas de Niño (1978)
- Zoo (1979)
- May B (1981)
- Babel Babel (1982)
- Hymen (1984)
- Cendrillon (1985)
- Eden (1986)
- Otello (1987)
- Coups d'États (1988)
- Cinderella (1989)
- Cortex (Créteil 1991)
- Made in France (1992)
- Coppelia (1993)
- Waterzooi (1993)
- Ram Dam Ram (1995)
- Soliloque (1995)
- Pour ainsi dire, Vaille que vaille und Quoi qu'il en soit (1999)
- Points de fuite (2001)
- Les applaudissements ne se mangent pas (2002)
- Ça, quand même (2004)
- Umwelt (2005)
- Ha! Ha! (2006)

- Turba (2007)
- Description d'un combat (2009)
- Salves (2010)
- Faces (2011)
- Nocturnes (2012)
- BiT (2014)

- Singspiele (2014)
- Deux mille dix-sept (2017)
- Ligne de crête (2018)
- Octobre à Saint Denis (2019)
- Y aller voir de plus près (2021)